# Frans Maassen
Franciscus Albertus Antonius Johannes (Frans) Maassen (Haelen, 27 januari 1965) is een Nederlands voormalig wielrenner, die beroeps was tussen 1987 tot 1995. Tegenwoordig is hij ploegleider.

## Carrière
Maassen was een veelzijdig renner. Hij blonk vooral uit in korte tijdritten, maar kon ook aardig meesprinten. Bij zijn debuut in de Ronde van Frankrijk van 1988 won hij de rode trui, voor de tussensprints. Twee jaar later won hij een etappe.
In zijn negen jaar als profwielrenner won hij in totaal 57 wedstrijden, waaronder de Amstel Gold Race en de rondes van Nederland, België en Luxemburg. Na zijn loopbaan werd Maassen, die zelf zijn hele carrière bij Jan Raas heeft gereden, ploegleider bij de juniorenploeg van Rabobank. Sinds 2004 is hij actief als ploegleider bij de professionals van dezelfde ploeg (het tegenwoordige Team Visma-Lease a Bike).

## Belangrijke overwinningen en ereplaatsen
1986
- Luik-Bastenaken-Luik U23

1987
- 2e etappe Post Denmark Rundt
- Omloop Mandel-Leie-Schelde

1988
- 3e etappe deel a en deel b en eindklassement Ronde van België
- Grand Prix de la Libération
- 4e etappe deel a Ronde van Romandië
- 6e etappe deel a Dauphiné Libéré
- Proloog Ster van Bessèges
- Rode trui Ronde van Frankrijk

1989
- Nederlands kampioen op de weg
- 1e Wincanton Classic (wereldbeker)
- 3e etappe Ronde van België
- 2e in Milaan-San Remo

1990
- Brabantse Pijl
- 1e etappe Ronde van Frankrijk
- Proloog, 5e etappe deel A en eindklassement Ronde van België
- 5e etappe deel B en eindklassement Ster van Bessèges
- 2e en 3e etappe Ronde van Zweden
- Grote Prijs Eddy Merckx
- GP Fourmies

1991
- Amstel Gold Race
- Grand Prix de la Libération
- eindklassement en 2e etappe deel B Ronde van Nederland
- 2e in Grote Prijs Eddy Merckx
- 2e in eindklassement Driedaagse van de Panne
- 2e in eindklassement Ronde van Luxemburg

1992
- Driedaagse van De Panne
- 2e en 3e etappe Ronde van Luxemburg
- Ridderronde Maastricht
- 2e in Grote Prijs Eddy Merckx
- 2e in GP Pino Cerami
- 2e in eindklassement Vierdaagse van Duinkerke
- 2e in Parijs-Brussel

1993
- GP Jef Scherens
- 6e etappe Ruta del Sol
- 2e in de Ronde van Vlaanderen
- 2e in eindklassement Driedaagse van de Panne
- 3e NK op de weg

1994
- 3e etappe (B) Ronde van Luxemburg
- Eindklassement Ronde van Luxemburg
- 3e etappe deel B Driedaagse van de Panne

## Resultaten in voornaamste wedstrijden
| Jaar | Ronde van Italië | Ronde van Frankrijk | Ronde van Spanje |
| ---- | ---------------- | ------------------- | ---------------- |
| 1987 |                  |                     |                  |
| 1988 |                  | 126e                |                  |
| 1989 |                  | 103e                |                  |
| 1990 |                  | 64e (1)             |                  |
| 1991 |                  | 129e                |                  |
| 1992 |                  | 91e                 |                  |
| 1993 |                  | 106e                |                  |
| 1994 |                  | opgave              |                  |
| 1995 |                  | 97e                 |                  |

| Jaar | Milaan-San Remo | Gent-Wevelgem | Ronde van Vlaanderen | Parijs-Roubaix | Amstel Gold Race | Luik-Bast.‑Luik | Parijs-Brussel |  | WK op de weg |  | Wereldranglijsten |
| ---- | --------------- | ------------- | -------------------- | -------------- | ---------------- | --------------- | -------------- |  | ------------ |  | ----------------- |
| 1987 |                 |               |                      |                |                  |                 |                |  |              |  |                   |
| 1988 |                 |               |                      |                | 21e              |                 |                |  |              |  |                   |
| 1989 | ↑               | 42e           |                      |                | 42e              | 66e             | 90e            |  |              |  | 5e (UWB)          |
| 1990 | 54e             | 4e            | 33e                  |                |                  | 93e             | 134e           |  |              |  |                   |
| 1991 | 34e             | 120e          | 5e                   |                | ↑                | 18e             |                |  | 36e          |  | 6e (UWB)          |
| 1992 | 48e             | 47e           | 5e                   |                | 17e              | 28e             | Zilver         |  |              |  |                   |
| 1993 | 133e            | 32e           | ↑                    | 19e            | 12e              |                 | 67e            |  | 10e          |  | 11e (UWB)         |
| 1994 | 155e            | 84e           | 31e                  | 39e            |                  |                 | 67e            |  |              |  |                   |
| 1995 | 106e            | 33e           |                      | 39e            |                  | 38e             |                |  |              |  |                   |

## Ploegen
- Superconfex (1987-89)
- Buckler (1990-92)
- WordPerfect (1993-94)
- Novell (1995)

## Trivia
- Frans Maassen is een neef van mountainbiker Bart Brentjens.